# Aleksej Fjodorovitj Orlov
Aleksej Fjodorovitj Orlov (ryska: Алексей Фёдорович Орлов), född den 8 oktober 1786 i Moskva, död den 9 maj 1862 i Sankt Petersburg, var en rysk militär och statsman, brorson till Grigorij och Aleksej Grigorjevitj Orlov, bror till Michail Fjodorovitj Orlov, far till Nikolaj Aleksejevitj Orlov.
Orlov, som var naturlig son till Fjodor Orlov (1741-1796), ådagalade som regementschef stor energi vid Decemberupprorets undertryckande (1825), belönades med grevlig värdighet och åtnjöt under Nikolaus hela livstid hans fullaste förtroende. Åren 1828-29 förde han en kavalleridivision mot turkarna och avslöt freden i Adrianopel, varefter han brukades i flera maktpåliggande beskickningar: 1831 till Polen, 1832 till Haag och London samt 1833 till Turkiet, där han under det av Egyptens pascha framkallade trångmålet förmådde sultanen till den för Ryssland gynnsamma traktaten i Unkjar-Skelessi. Han blev därefter general av kavalleriet, medlem av riksrådet och 1844, efter Benckendorffs död, chef för polisväsendet. År 1854 sändes han till Wien för att söka dra Österrike över på Rysslands sida i Krimkriget, nedlade efter Nikolaus död (1855) chefskapet över gendarmeriet, men sändes 1856 till fredskongressen i Paris och erhöll samma år presidiet i riksrådet och i ministerrådet samt furstlig värdighet.

## Utmärkelser
- Sankt Annas orden, tredje klass,  1806
- Guldsabel "för tapperhet",  1808
- Sankt Vladimirs orden, fjärde klassen,  1812
- Georgsorden, fjärde klass,  1813
- Kulmkorset,  1813
- Leopoldsorden,  1814
- Max-Josefsorden,  1814
- Pour le Mérite,  1814
- Sankt Annas orden, första klass,  1821
- Guldsabel "för tapperhet",  1828
- Storkors av Sankt Stefansorden,  1830
- Storkors av Frälsarens orden,  1834
- Svarta örns orden,  1835
- Sankt Hubertusorden,  1838
- Vita falkens orden,  1838
- Württembergska kronorden,  1838
- Första graden av Lejon- och solorden,  1838
- Kungliga Serafimerorden,  12 juni 1838
- Badiska husorden Fidelitas,  1839
- Storkorset av Nederländska Lejonorden,  1839
- Zähringer Löwenorden,  1839
- Andreasorden,  1839
- Rutkroneorden,  1840
- Kommendör av Vilhelms militärorden,  11 juni 1844
- Riddare med storkors av Sankt Ferdinands Förtjänstorden,  1845
- Annunziataorden,  1845
- Order of the Merit under the title of Saint Louis,  1850
- Storkors av Hederslegionen,  16 april 1856
- Riddare av Sankt Alexander Nevskij-orden
- Sankt Vladimirs orden, första klassen
- Första klassen av Röda örns orden
- Sankt Annas orden, första klass med briljanter

[Redigera Wikidata]